# Sedlec (okres Litoměřice)
Obec Sedlec se nachází v okrese Litoměřice v Ústeckém kraji asi pět kilometrů severozápadně od Libochovic a přes sedm kilometrů jihozápadně od Lovosic. Žije v ní 206 obyvatel.

## Historie
První písemná zmínka o vsi (Zedlze) se vztahuje k roku 1057, kdy se Sedlec, podobně jako řada dalších míst v okolí, připomíná v souvislosti se založením litoměřické kapituly. Další zpráva pochází z roku 1237, držitelem vsi tehdy byl jistý Spyta (?) ze Sedlce (Zpitta de Zedeliz).

## Obyvatelstvo
|           | 1869 | 1880 | 1890 | 1900 | 1910 | 1921 | 1930 | 1950 | 1961 | 1970 | 1980 | 1991 | 2001 | 2011 |
| --------- | ---- | ---- | ---- | ---- | ---- | ---- | ---- | ---- | ---- | ---- | ---- | ---- | ---- | ---- |
| Obyvatelé | 299  | 287  | 298  | 327  | 332  | 303  | 313  | 259  | 225  | 205  | 178  | 163  | 176  | 198  |
| Domy      | 54   | 56   | 56   | 57   | 60   | 67   | 69   | 79   | 67   | 67   | 63   | 77   | 86   | 86   |

## Pamětihodnosti
- Kaple sv. Anděla Strážce z roku 1847
- Pomník padlým v první světové válce z roku 1928